# Angelo Bolaffi
Angelo Bolaffi (né le 31 mai 1946 à Rome) est un philosophe germaniste et politologue italien, professeur de sciences politiques à  La Sapienza .

## Biographie
Après avoir obtenu son doctorat à Rome en 1969, Angelo Bolaffi rejoint l’Université libre de Berlin en 1973 grâce à une bourse de la Fondation Alexander-von-Humboldt. Il a traduit des textes de politologues et de philosophes allemands et autrichiens, notamment Adorno, Marcuse, Tönnies, Fraenkel et Cassirer. Dans le cercle des militants politiques, il a également eu des contacts avec Rudi Dutschke. De 1983 à 1984, il a assumé pendant deux semestres la présidence de Wolf-Dieter Narr à l'Institut Otto Suhr, l'Université libre,.  
De 2007 à 2011, il a été directeur de l'Institut culturel italien (Istituto Italiano di Cultura) à Berlin. Angelo Bolaffi est membre de nombreuses organisations, notamment le centre germano-italien Villa Vigoni  à Menaggio , la Fondation Heinrich Böll à Berlin et la Société internationale Ernst-Cassirer à Heidelberg. En Allemagne, il est l'un des experts italiens les plus en vue qui a collaboré à de nombreux ouvrages et aux relations germano-italiennes.

## Publications
- 1980: La democrazia in discussione: interviste con Abendroth, Negt, Flechtheim, von Oertzen, Habermas, Narr, Bahro, Luhmann, Offe, De Donato, Bari.
- 1993: Linke, was nun?, Rotbuch, Berlin.
- 1993: Il sogno tedesco: La nuova Germania e la coscienza europea, Donzelli, Rome.
- 1995: Die schrecklichen Deutschen: eine merkwürdige Liebeserklärung, Siedler, Berlin.
- 2000: Weimar, Donzelli, Rome.
- 2002: Il crepuscolo della sovranità. Filosofia e politica nella Germania del Novecento, Donzelli, Rome.
- 2014: Krise als Chance. Europa neu denken. Im Gespräch mit Peter Engelmann, Passagen, Vienne.  (ISBN 978-3-7092-0131-2).
- 2014: Deutsches Herz, Das Modell Deutschland und die europäische Krise, avec Christine Ammann u. Antje Peter, Klett-Cotta, Stuttgart,  (ISBN 978-3-608-94885-1)